# برموکلرودی‌فلوئورومتان
برموکلرودی‌فلوئورومتان (به انگلیسی: Bromochlorodifluoromethane) با فرمول شیمیایی CBrClF۲ یک ترکیب شیمیایی با شناسه پاب‌کم ۹۶۲۵ است. که جرم مولی آن ۱۶۵٫۳۶ g/mol می‌باشد. 